# Gymnasium Rahlstedt
Das Gymnasium Rahlstedt ist ein staatliches Gymnasium im Hamburger Stadtteil Rahlstedt.

## Geschichte
Als Vorläufer-Schule des Gymnasiums gilt die 1929 gegründete Realschule Rahlstedt im Aufbau, eine preußische Oberrealschule. 1937 erlangte die Oberrealschule am Hüllenkamp eine eigene Oberstufe und wurde damit zur Vollanstalt mit dem Namen Oberschule für Jungen in Rahlstedt. Das Jahr 1937 gilt in der Traditionspflege des heutigen Gymnasiums als Gründungsjahr.
1957 erfolgte die Umbenennung zum Gymnasium Rahlstedt, das bis 1962 in den Neubau an der Scharbeutzer Straße zog. Das bisherige Gebäude am Hüllenkamp 19 übernahm die Schule Altrahlstedt, heute Stadtteilschule Altrahlstedt.
2007 sollte das Gymnasium auf Vorschlag des Direktors in Detlev-von-Liliencron-Gymnasium umbenannt werden, wogegen sich eine Gruppe von ehemaligen Lehrern stellte. Der Rahlstedter Schriftsteller Detlev von Liliencron sei kein Vorbild mehr.

## Lage und Architektur
Das Schulgelände befindet sich im Winkel von Bargteheider und Scharbeutzer Straße. Der Grundstein auf dem heutigen Schulgelände an der Scharbeutzer Straße wurde 1958 gelegt, 1960 fand die Einweihung des ersten Bauabschnitts statt. Die Entwürfe stammten von Paul Seitz vom Hamburger Hochbauamt.
Ab 2009 wurden die Gebäude des Gymnasiums grundsaniert. Im Rahmen dieser Baumaßnahme wurden Bestandsbauten wie der Kreuzbau abgerissen. An der Südwestecke des Schulgrundstücks eine neue Sport- und Mehrzweckhalle errichtet („Forum Gymnasium Rahlstedt“). Das Gebäude nimmt neben der Nutzung für Sport und Veranstaltungen auch eine Mensa auf. In einem zweiten Bauabschnitt wurden Klassen- und Fachräume sowie eine Pausenhalle neu erbaut. Das Fachklassengebäude wurde in Holzrahmenbauweise errichtet. Drei Wandgemälde von Eduard Bargheer aus dem abgerissenen Kreuzbau wurden im neugebauten Atrium angebracht. 2019 war die Sanierung und der Neubau mit dem dritten Bauabschnitt abgeschlossen. Die gesamten Baumaßnahmen hatten 38 Millionen Euro gekostet.

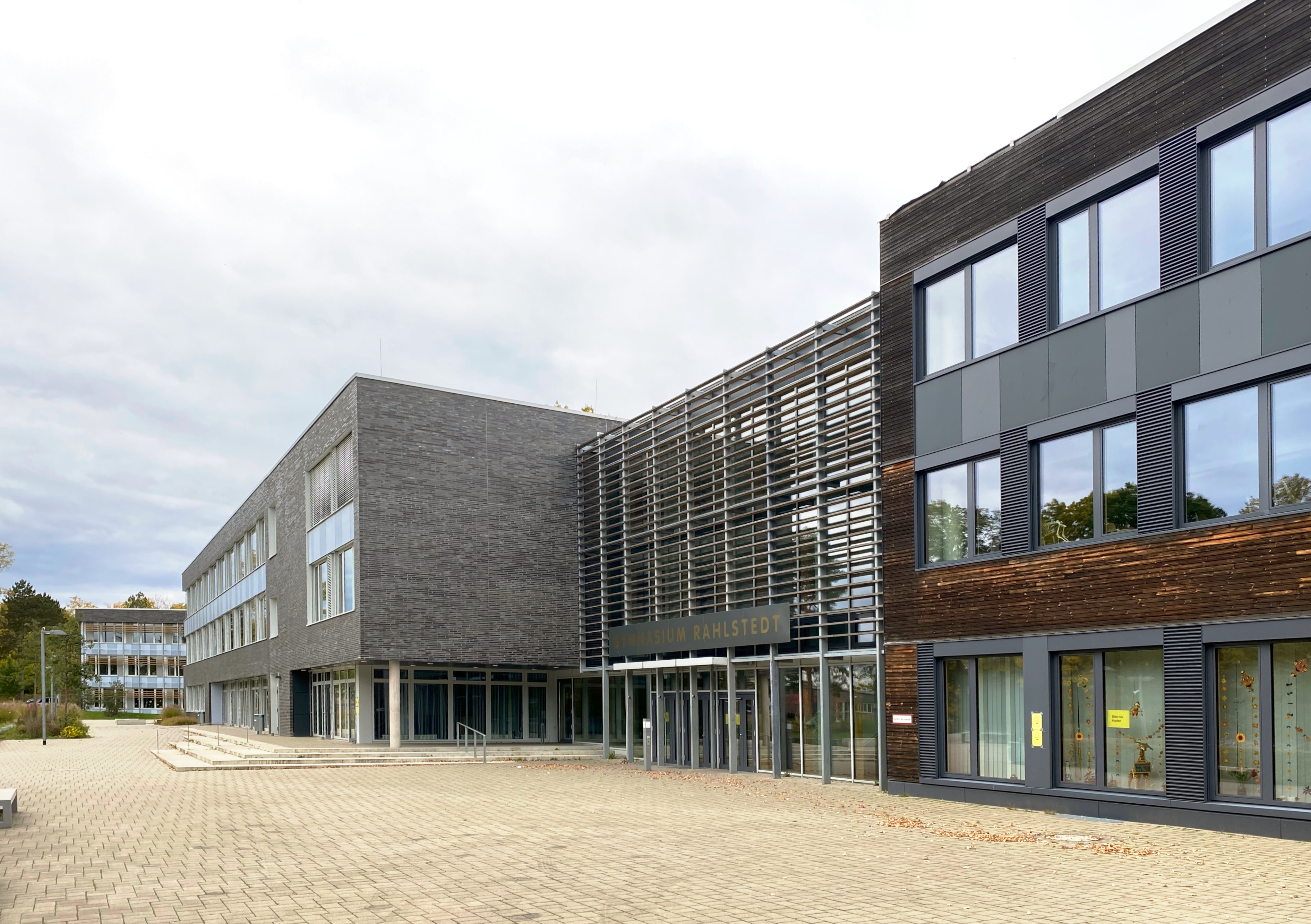
Hauptgebäude mit Eingang
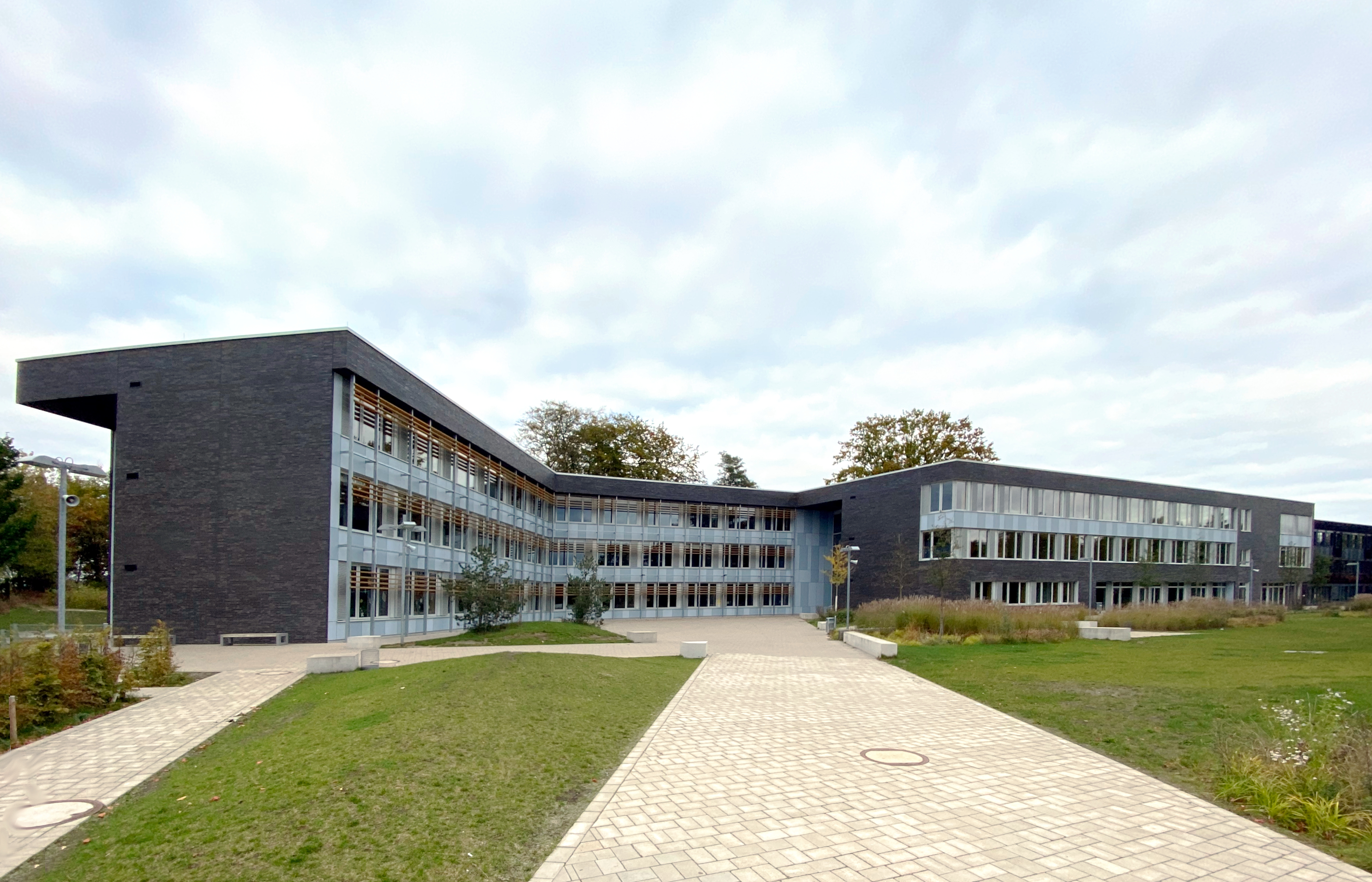
Westflügel des Hauptgebäudes
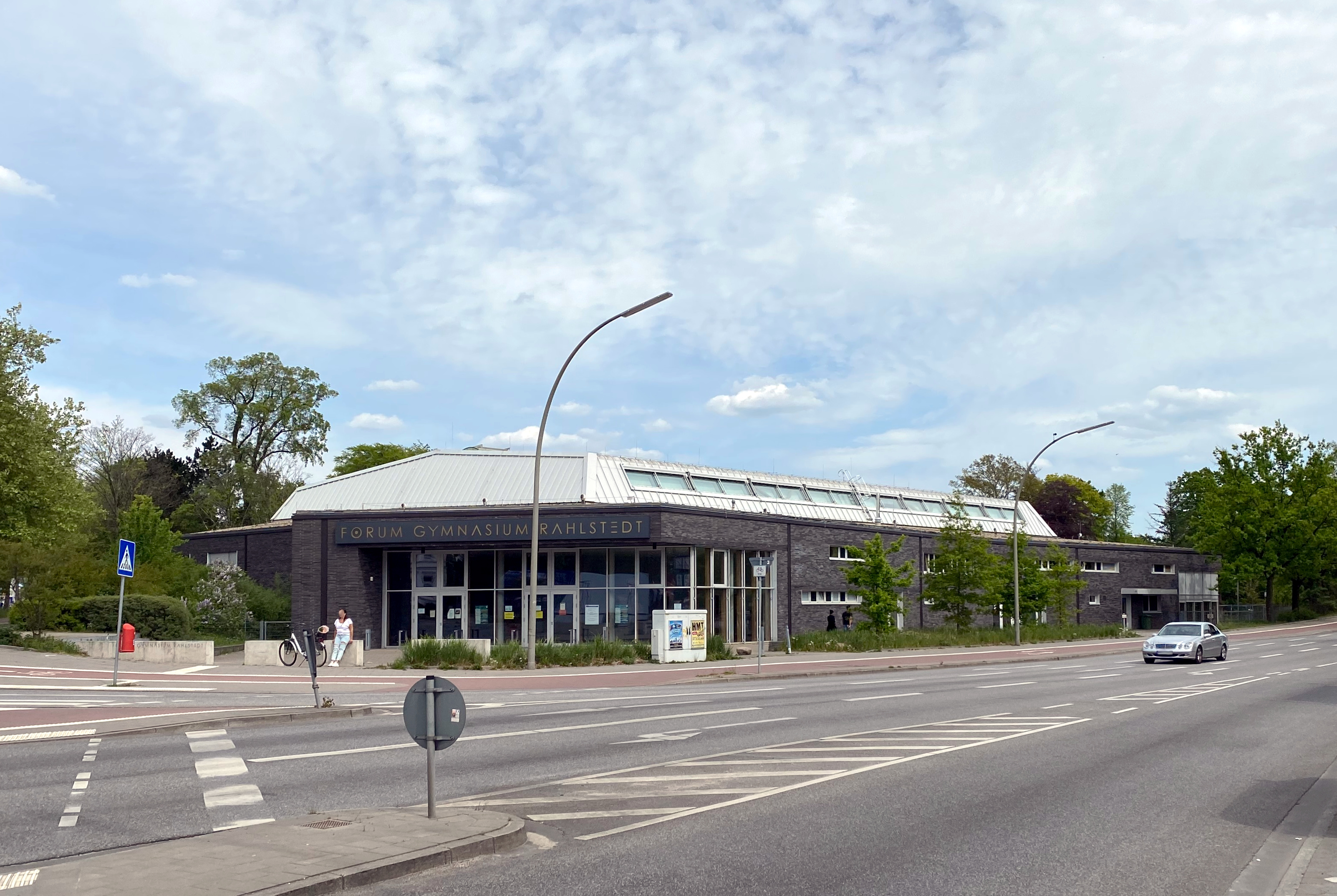
Forum Gymnasium Rahlstedt
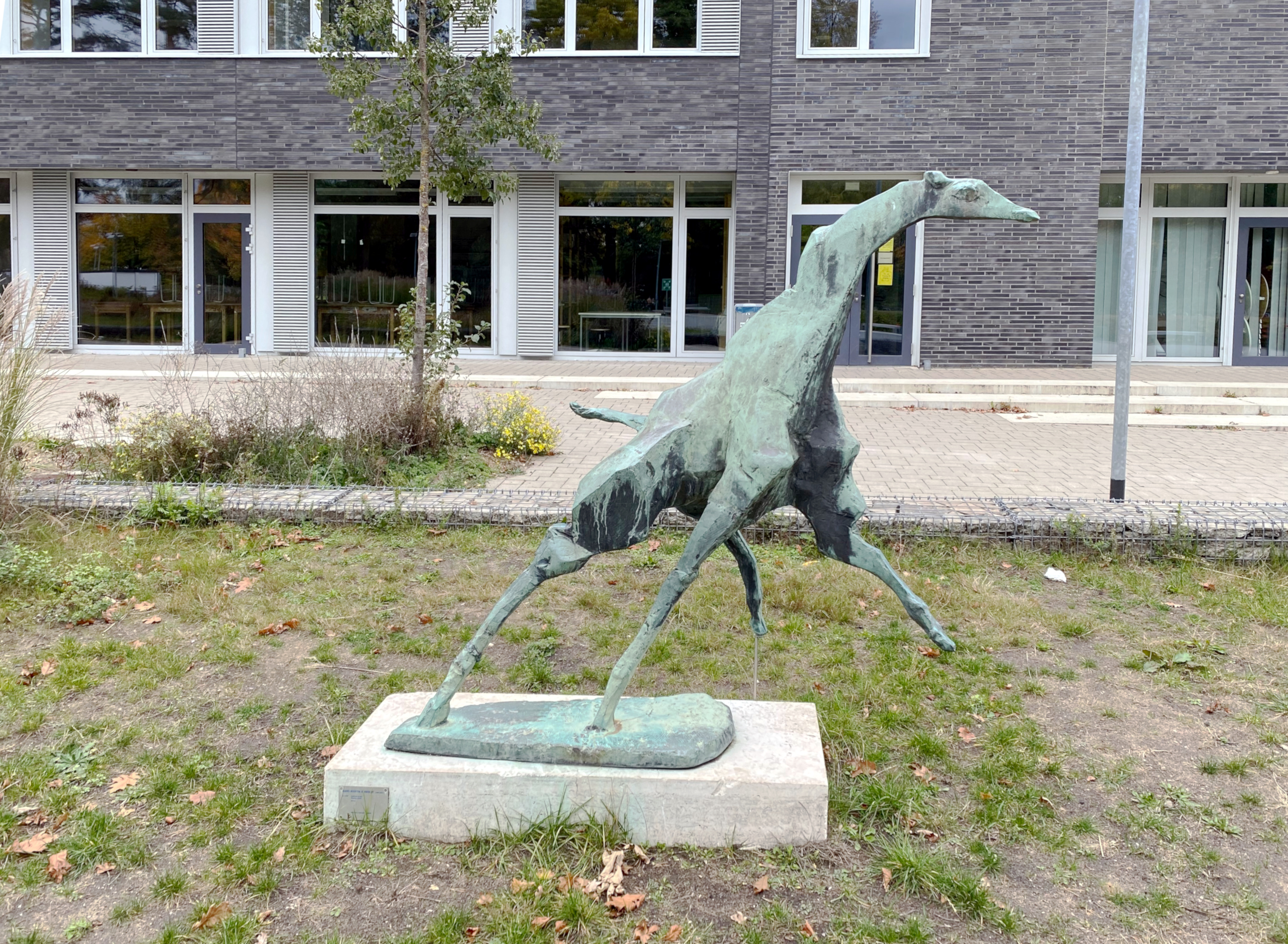
„Laufende Giraffe“ von H. M. Ruwoldt

## Schulprofil
Das Gymnasium Rahlstedt hatte im Schuljahr 2017/18 gut 950 Schüler. Einzugsbereich sind im Wesentlichen Rahlstedt, Farmsen-Berne und Tonndorf, weniger stark Jenfeld. Bei der Erhebung des Sozialindex für Hamburger Schulen 2011 wurde für das Gymnasium Rahlstedt ein Sozialindex von 5 errechnet. Die Skala reicht von 1 (nachteilige Voraussetzungen der Schülerschaft, höchster Förderbedarf) bis zu 6 (beste Voraussetzungen, kein Förderbedarf). Im Schuljahr 2016/17 hatten knapp 42 % der Schüler am Gymnasium Rahlstedt einen Migrationshintergrund, etwas höher als im Durchschnitt aller Hamburger Gymnasien.

## Ehemalige Schüler
- Rolf Retz-Schmidt (1928–2006), Maler und Grafiker, 1949 Abitur an der Oberschule für Jungen in Rahlstedt
- Gerd Herzberg (* 1950), Gewerkschafter, 1970 Abitur am Gymnasium Rahlstedt
- Gerhard Ulrich (* 1951), evangelisch-lutherischer Theologe und Bischof, Abitur am Gymnasium Rahlstedt
- Till Demtrøder (* 1967), Schauspieler und Sprecher, Abitur am Gymnasium Rahlstedt
- Rick Okon (* 1989), Schauspieler, 2009 Abitur am Gymnasium Rahlstedt